# Roland Hennig
Roland Hennig (Hoyerswerda, 19 dicembre 1967) è un ex pistard tedesco.

## Palmarès

### Olimpiadi
- 1 medaglia[1]:
  - 1 argento (Seul 1988 nell'inseguimento a squadre)

### Mondiali
- 2 medaglie[1]:
  - 2 argenti (Colorado Springs 1986 nell'inseguimento a squadre; Vienna 1987 nell'inseguimento a squadre)